# Schoghakat-Kirche

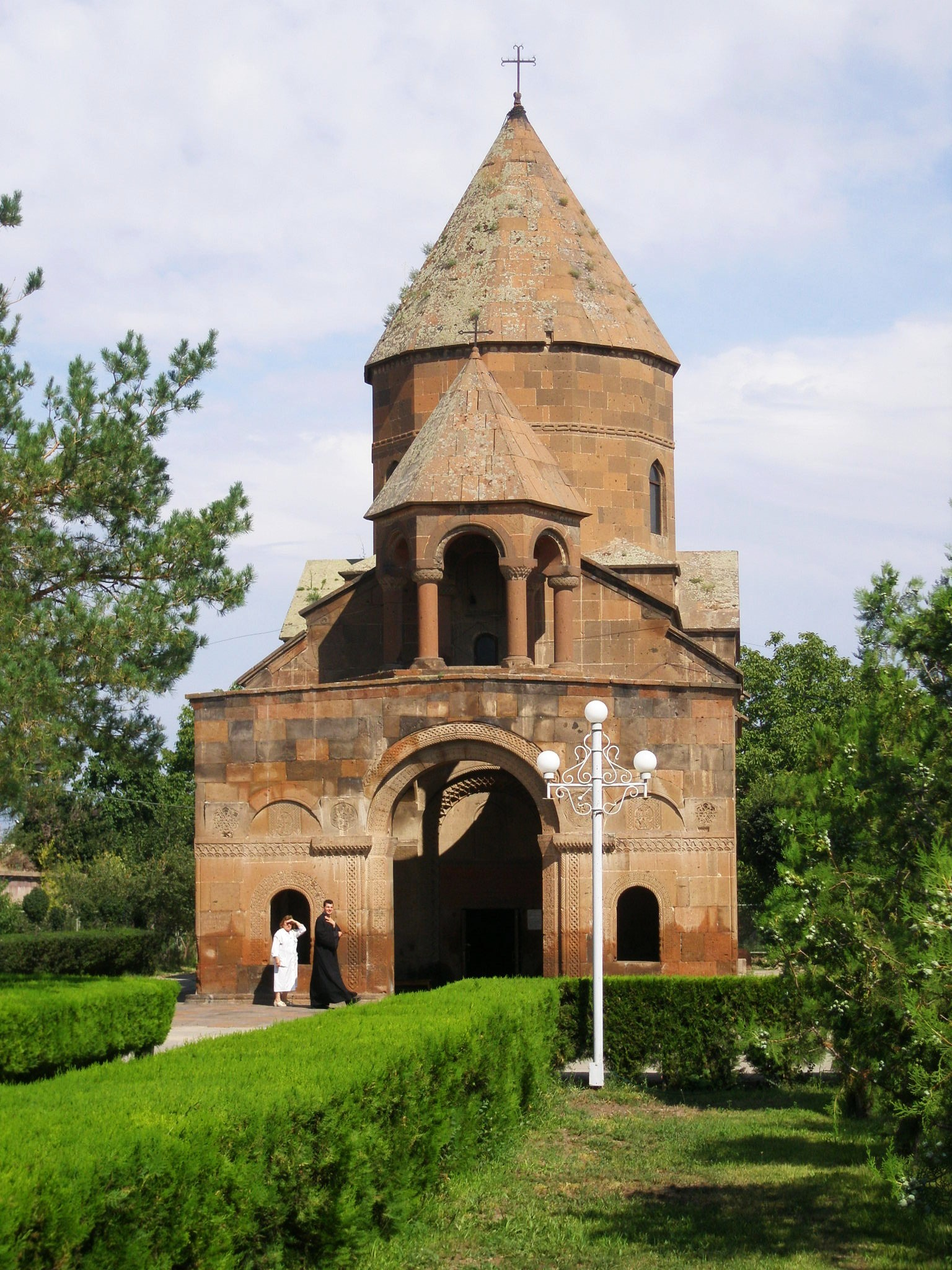
Schoghakat-Kirche

Die armenisch-apostolische Schoghakat-Kirche (armenisch Սուրբ Շողակաթը եկեղեցի, Surb Schoghakate jekeghezi, kurz Surb Schoghakat; übersetzt etwa „Heiliger Lichtstrahl“), deren Mauer nur unvollständig erhalten ist, liegt nur wenige hundert Meter westnordwestlich der Sankt-Hripsime-Kirche in Etschmiadsin (Provinz Armawir) in Armenien. Sie wurde während der Amtszeit des Katholikos Nahabed im Jahr 1694 auf einer mittelalterlichen Kultstätte errichtet. Gemeinsam mit Sankt-Hripsime, Sankt Gajane und der Kathedrale von Etschmiadsin wird sie seit 2000 auf der UNESCO-Weltkulturerbeliste geführt.

## Geschichte
Die Kirche wurde der durch Agathangelos überlieferten Legende nach an der Stelle errichtet, an der um das Jahr 301 37 Nonnen hingerichtet wurden, die mit der heiligen Hripsime und ihrer Erzieherin und Klostervorsteherin, der heiligen Gajane, vor Kaiser Diokletian aus Rom nach Armenien geflohen waren. Während ihres Martyriums, zu dem sie der armenische König Trdat III. verurteilt hatte, nachdem sich Hripsime geweigert hatte seine Frau zu werden und Nonne bleiben wollte, soll ein Lichtstrahl erschienen sein, nach dem die Kirche später benannt wurde. Bald darauf konvertierte Trdat zum Christentum und erhob es zur Staatsreligion.

## Architektur

### Vorgängerbau

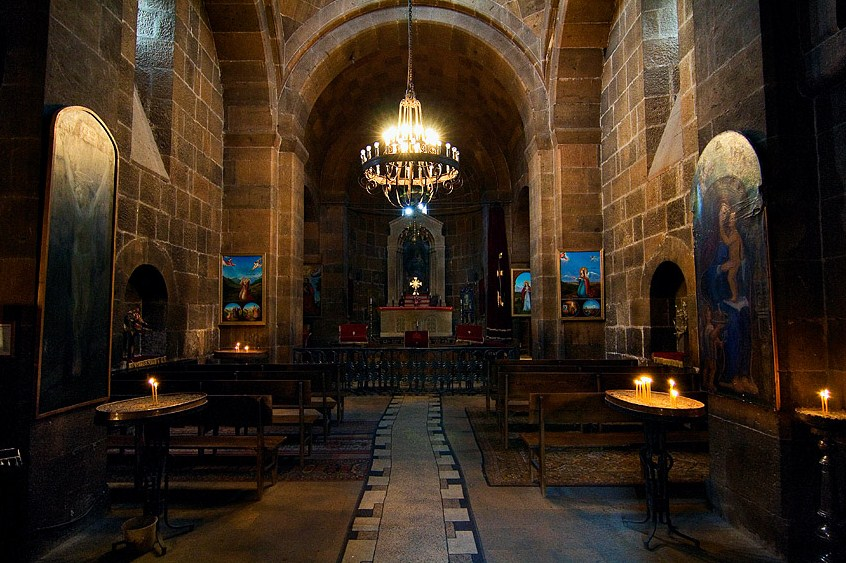
Innenraum

An Stelle der heutigen, 1694 errichteten Schoghakat-Kirche stand früher ein Sakralbau aus dem 13. Jahrhundert, während Mauerelemente der Apsis vermutlich bis in das 5. Jahrhundert zurückreichen und Teil eines Martyrions waren. In der südwestlichen Ecke wurden bei Ausgrabungen Überreste einer Saalkirche gefunden. An ihrer Südseite befand sich eine kleine halbkreisförmige Apsis, die als Portikus gedient haben könnte. Die Basen der Wandpfeiler weisen für die armenische Architektur des 4. bis 5. Jahrhunderts typische Merkmale auf. Des Weiteren fand man ein Portal im Westen und eines im Süden, welche in die Kapelle geführt haben.

### Heutige Erscheinung
Schoghakat ist eine einschiffige Basilika mit Kuppel und hat einen gelängten rechteckigen Grundriss. Die halbkreisförmige Ostapsis wird auf beiden Seiten von je einer schmalen Kapelle flankiert. Einige Mauerteile an dieser Stelle sind die ältesten erhaltenen Teile der Kirche und gehen unter Umständen bis auf das 5. Jahrhundert zurück. Vier Pendentifs überführen die rechteckige Struktur des zentralen Jochs in den achteckigen Tambour und die darüberliegende konische Kuppel. Die Kuppel ist westlich des Mittelpunkts der Kirche positioniert, was für mittelalterliche Kirchen in Armenien typisch ist, und wird von vier Pfeilern an der nördlichen und südlichen Seitenwand getragen. Das Bema ist mit einem Fries, der Granatäpfel darstellt, umrahmt.

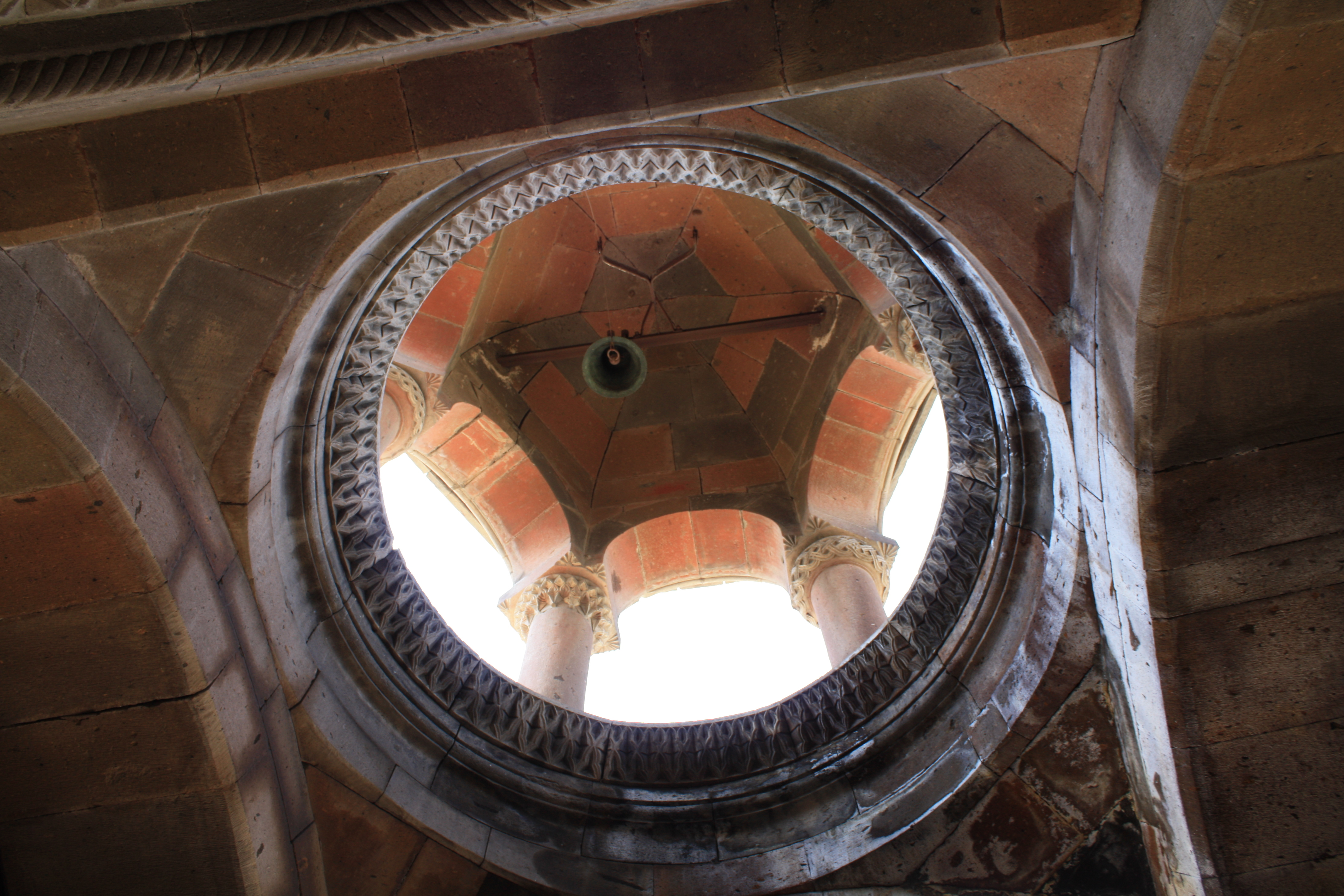
Blick in den Glockenturm

Eine offene, zeitgleich mit der Kirche entstandene Galerie ist dem westlichen Hauptportal vorgebaut. Auf dem Türsturz ist eine lange Inschrift, die sich vom für den Bau verwendeten orangefarbenen Tuff absetzt. An beiden Seiten des Hauptportals an der erhöhten Westfront befinden sich zwei kleine Kapellen. An der Südseite ist ein kleinerer Eingang in die Kirche. Schoghakat besitzt bis auf die geometrisch verzierte Außenwand des Tambours eine strenge, rechteckige Fassade ohne Nischen und Bögen und mit nur wenig ornamentalen Ausschmückungen. Auf größerer Höhe sind in die Mauern Kreuzsteine eingearbeitet. Das Äußere der Ostapsis weist eine kreuzförmige Gestaltung mit Rosetten und zwei kreuzförmigen Fenstern auf, die etwas Licht ins Kircheninnere lassen.
Die offene Galerie, deren einzelner, in der Mitte liegender, bogenförmiger Durchgang sie nach außen öffnet und zum Hauptportal führt, hat ein Gewölbe. An ihrer Nord-, West- und Südseite sind bogenförmige Fenster. Durchgang und Fenster werden von einem Fries mit geometrischen Ornamenten, Rosetten und Kreuzsteinen eingerahmt. Zentral über der offenen Galerie thront eine sechssäulige Kuppel, welche die Funktion eines Glockenturms hat. Die Kapitelle dieser Säulen sowie die Flächen über ihren Bögen sind mit Blattschmuck verziert.